# Cimbicidae
Famille
Les Cimbicidae sont une famille d'hyménoptères, des insectes proches des guêpes. Ce sont des symphytes au corps trapu et aux antennes nettement en massue. Certaines espèces sont de grande taille. Cimbex femoratus peut atteindre 28 mm de long.

## Liste des genres
Selon Hymenoptera Online Database, les genres sont répartis en quatre sous-familles :
- Abiinae
  - Abia Leach, 1817 - dont Abia sericea
  - Allabia Semenov & Gussakovskij, 1937
  - Orientabia Malaise, 1934
  - Procimbex Hong, 1983
- Cimbicinae :
  - Agenocimbex Rohwer, 1910
  - Cimbex Olivier, 1790
  - †Eopachylosticta Malaise, 1945
  - Leptocimbex Semenov-Tian-Shanskij, 1896
  - Odontocimbex Malaise, 1934
  - Phenacoperga Cockerell, 1908
  - Praia Wankowicz, 1880
  - Pseudocimbex Rohwer, 1908
  - Pseudoclavellaria Schulz, 1906
  - Trichiosoma Leach, 1817
- Coryninae :
  - Corynis Thunberg, 1789
- Pachylostictinae
  - Brasilabia Conde, 1937
  - Lopesiana Smith, 1988
  - Pachylosticta Klug, 1824
  - Pseudabia Schrottky, 1910
  - Pseudopachylosticta Mallach, 1929
- Incertae sedis :
  - Trichiosomites Brues, 1908

D'après Fauna Europaea, seules trois sous-familles sont présentes en Europe :
- Abiinae :
  - Abia Leach, 1817 - dont Abia sericea
- Cimbicinae :
  - Cimbex Olivier, 1790
  - Praia Wankowicz, 1880
  - Pseudoclavellaria Schultz, 1906
  - Trichiosoma Leach, 1817
- Coryninae :
  - Corynis Thunberg, 1789